# Fontaine Wright
Fontaine Mica Wright, geboren als Fontaine Mica Chapman (* 2. Januar 1990 in Coventry) ist eine englische Badmintonspielerin. 

## Karriere
Fontaine Wright startete 2014 bei den Welt- und Europameisterschaften sowie im Uber Cup. Bei den Irish International 2012, den Croatian International 2013 und den Portugal International 2014 belegte sie Rang drei, bei den Auckland International 2013 Rang zwei. National gewann sie 2013 ebenfalls Silber bei den englischen Titelkämpfen. 2014 gewann sie die Hungarian International.